# 阿卜杜尔·哈里斯·纳苏蒂安
阿卜杜勒·哈里斯·纳苏蒂安（1918年12月3日—2000年9月5日）通常简称纳苏蒂安，是已故印度尼西亚军官和政治人物，穆斯林，曾两度担任印尼陆军参谋长，并曾任印尼国防部长，是印尼实际的最高军权掌控者。九三零事件后失势，军权被苏哈托剥夺，改任立法机构人民协商会议的主席。

## 延伸阅读
- Fundamentals of Guerrilla Warfare. New York: Praeger, 1965
- C.L.M. Penders and Ulf Sundhaussen, Abdul Haris Nasution: a political biography (St. Lucia; New York: University of Queensland Press, 1985)
- McElhatton, Emmet. . Small Wars Journal. 8 May 2008  [3 August 2012]. （原始内容存档于2021-03-11）.